# Гадоні
Гадоні, Ґадоні (італ. Gadoni, сард. Gadoni) — муніципалітет в Італії, у регіоні Сардинія,  провінція Нуоро.
Гадоні розташоване на відстані близько 360 км на південний захід від Рима, 80 км на північ від Кальярі, 50 км на південь від Нуоро.
Населення — 836 осіб (2014).
Щорічний фестиваль відбувається 29 липня. Покровитель — Santa Marta.

## Демографія
Населення за роками:

Станом на 1 січня 2023 року в муніципалітеті офіційно проживало 5 іноземців з 2 країн, серед них 2 громадяни країн Євросоюзу.

## Сусідні муніципалітети
- Аритцо
- Лаконі
- Сеуло
- Вілланова-Туло